# 李德群
李德群（1945年8月7日—2022年9月5日），江苏泰州人，材料成形专家，中国工程院院士。

## 履历
- 1968年，于清华大学冶金系毕业，被分配到宁夏灵武农场工人。[1][2]
- 1978年至1981年，在华中工学院塑性加工专业，师从肖景荣攻读硕士学位。[1][2][3]
- 1986年，应邀前往康奈尔大学访学。[1]
- 2015年，当选中国工程院院士。[1]